# Przedsiębiorstwo Farmaceutyczne Jelfa

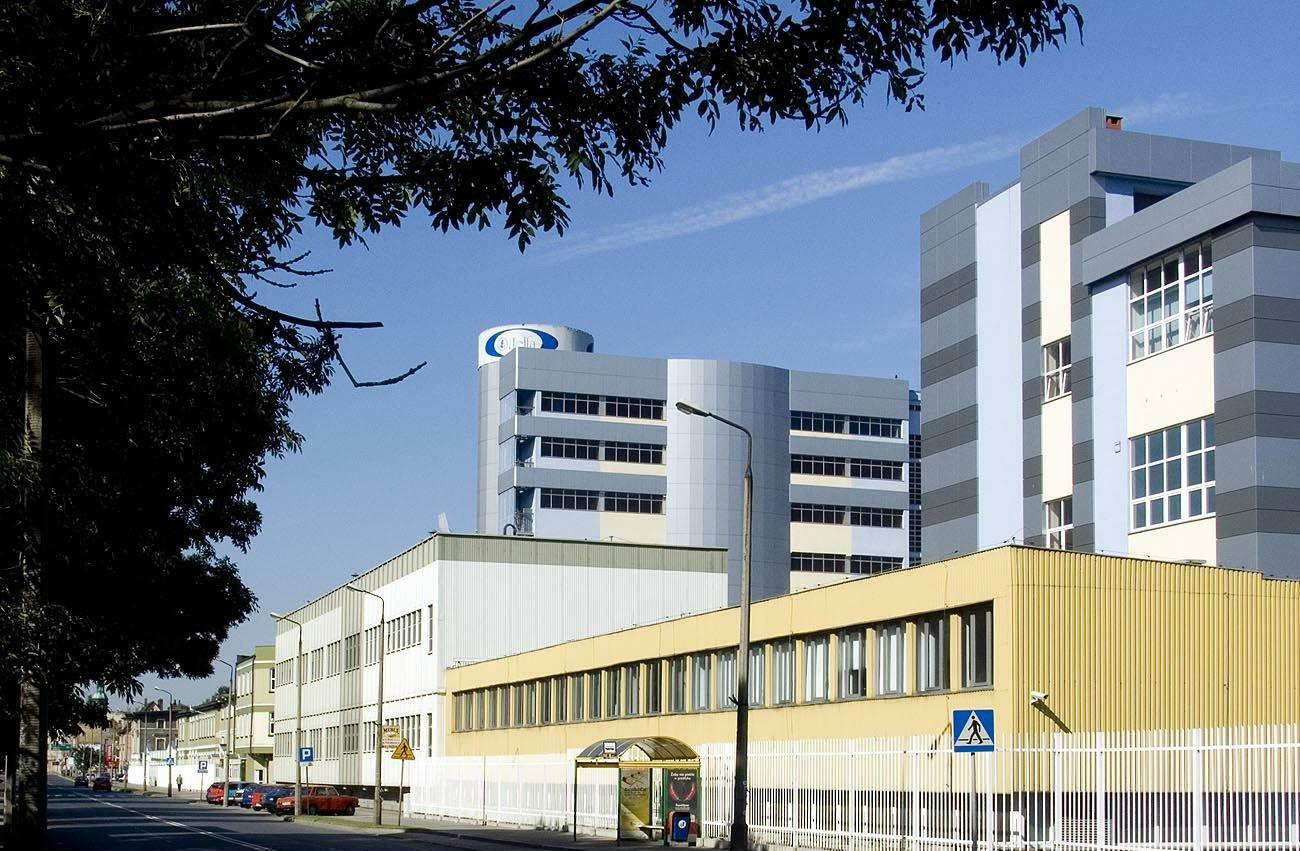
Budynki Jelfy w 2005

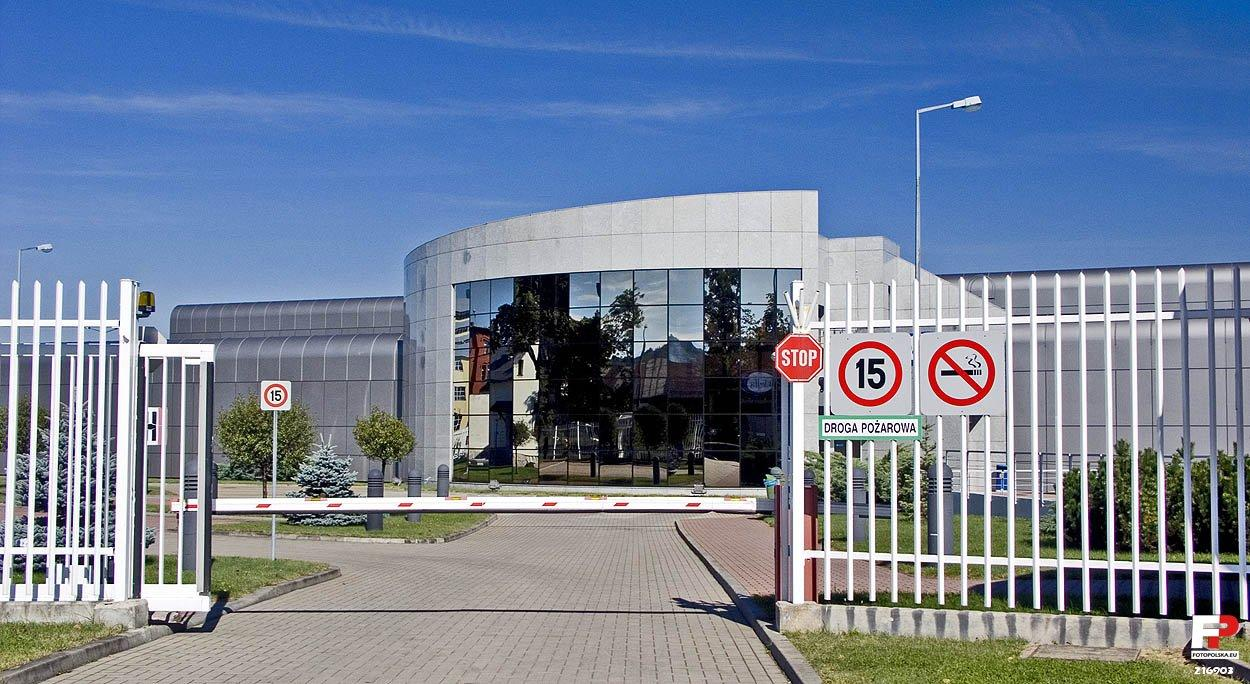

Przedsiębiorstwo Farmaceutyczne Jelfa SA – przedsiębiorstwo farmaceutyczne z siedzibą w Jeleniej Górze.

## Historia
Poprzednikiem Jelfy była niemiecka firma Labopharma, funkcjonująca w Piechowicach przed II wojną światową. W 1945 r. ponownie uruchomiono w niej produkcję, a w 1947 siedziba firmy została przeniesiona do Jeleniej Góry.
W 1951 r. przedsiębiorstwo zmieniło nazwę na Jeleniogórskie Zakłady Farmaceutyczne, a w 1961 po wejściu do Zjednoczenia Przemysłu Farmaceutycznego Polfa na Jeleniogórskie Zakłady Farmaceutyczne Polfa. W 1994 r. zostało sprywatyzowane poprzez wprowadzenie na giełdę. Udziałowcem większościowym pozostawał jednak Skarb Państwa. Spółka notowana była na warszawskiej giełdzie od lipca 1994 do listopada 2006 roku.
W czerwcu 2006 r. spółka została przejęta od Skarbu Państwa przez litewską grupę farmaceutyczną Sanitas Group, a 19 sierpnia 2011 roku przez międzynarodową korporację Valeant Pharmaceuticals International.

## Afera Corhydronu
5 października 2006 u dwóch pacjentek w szpitalu w Siedlcach doszło do nieoczekiwanego pogorszenia stanu zdrowia po podaniu zastrzyków produkowanych przez firmę farmaceutyczną Jelfa SA. Lek o nazwie handlowej Corhydron (dawka 250 mg) podawany jest w silnych stanach niewydolności oddechowych zagrażających życiu pacjentów. Substancją czynną zawartą w Corhydronie jest hydrokortyzon, lek hormonalny o działaniu przeciwzapalnym, przeciwuczuleniowym, przeciwobrzękowym i przeciwświądowym. Jest często stosowany w stanach zagrożenia życia np. ciężkich napadach astmy oskrzelowej lub we wstrząsie anafilaktycznym.
Po zgłoszeniu przez szpital w Siedlcach tzw. skutków niepożądanych działania leku Corhydron 250, 44 fiolki przekazane przez wspomniany szpital do Narodowego Instytutu Zdrowia Publicznego zostały tam przebadane. W jednej z nich znaleziono scolinę, lek używany w anestezjologii.
8 listopada sprawą zajęły się media. Wybuchła „afera corhydronowa”. Dzień po opisaniu sprawy przez media zakład farmaceutyczny w Jeleniej Górze został zamknięty decyzją premiera Jarosława Kaczyńskiego. Zdymisjonowany został Główny Inspektor Farmaceutyczny Zbigniew Niewójt. Administracja rządowa ostro atakowała firmę i rozpoczęła szereg kontroli zakładu. Główne wydarzenia rozegrały się na kilka dni przed wyborami samorządowymi.
Produkcja w zakładzie została decyzją Głównego Inspektora Farmaceutycznego częściowo przywrócona 8 grudnia 2006 r. Tamtego dnia Główny Inspektorat Farmaceutyczny uchylił decyzję o unieruchomieniu linii produkcyjnej Corhydronu, co umożliwiło wznowienie wytwarzania leków.
12 grudnia 2006 r. GIF uchylił decyzję o wstrzymaniu leku Corhydron 250 w obrocie. Stało się tak w związku z decyzją spółki Jelfa SA o dobrowolnym wycofaniu z rynku wszystkich wytworzonych serii leku w dawce 250 mg – jak wynika z uzasadnienia decyzji.
17 stycznia umożliwiono Jelfie sprzedaż Corhydronu 100 i Corhydronu 25. W uzasadnieniu decyzji napisano, że: „nie zaszła potencjalna możliwość zanieczyszczenia linii technologicznej inną substancją lub innym materiałem wyjściowym. Wyeliminowano również możliwość przypadkowej zamiany fiolek, co było przesłanką do wydania decyzji 26/WS/2006 z dnia 09.11.2006” Decyzja, o której mowa w uzasadnieniu dotyczyła wstrzymania w obrocie Corhydronu 25, Corhydronu 100 i Corhydronu 250.
Z obrotu całkowicie wycofana została seria 010705 wyprodukowana w lipcu 2005 r. (kiedy większościowym udziałowcem Jelfy był Skarb Państwa) oraz 16 innych serii wymienionych w decyzji GIF z 12 grudnia 2006 r. To w jednej fiolce z tej serii znaleziono scolinę.
Nie wiadomo w jaki sposób w jednej fiolce zaetykietowanej jako Corhydron znalazła się scolina; według prokuratury był to błąd, nie zaś działanie celowe, wynikający z niewłaściwej organizacji pracy wydziału ampułek. Sprawa została umorzona przez prokuraturę ze względu na brak możliwości ustalenia osoby, której błąd byłby jedyną przyczyną zaistniałej pomyłki.

## Wykorzystanie Wikipedii w reklamie Jelfy
Jak przyznają managerowie firmy, Wikipedia została wykorzystana przez Jelfę w kampanii reklamowej jednego z produktów mającym niwelować nieprzyjemne efekty stanu po użyciu alkoholu i przyśpieszającym jego metabolizm. W jej ramach 12 maja 2008 posłużono się mistyfikacją w postaci biografii fikcyjnego radzieckiego naukowca (Mikołaja Wasiliewicza Onowałowa) oraz hasła o wynalezionym przez niego również fikcyjnym specyfiku, wraz z powołaniem się na utworzone w podobnym czasie strony internetowe. Hasło o specyfiku zostało z Wikipedii usunięte, podobnie jak fikcyjny biogram. Fałszywki w wersji filmowej umieszczono również w serwisie YouTube. Kampanię przygotowała agencja Change Communications, w jej ramach prócz fikcyjnego biogramu i filmów na kilka godzin ustawiono również pomnik na placu Bankowym w Warszawie, co według władz ratusza stanowiło samowolkę budowlaną i miało niejasną celowość.